# Шахта Розенхоф
51°48′17″ пн. ш. 10°19′27″ сх. д. / 51.80466° пн. ш. 10.32407° сх. д.Шахта Розенхоф, яку також називають Розенгофер Рев'єр через велику кількість об'єктів, була рудною шахтою на захід від Клаусталя у Верхньому Гарці (Німеччина), яка була побудована на коридорі Розенгофер.
Шахта діяла з 16 ст. Вона була закрита в 1930 році, що зробило шахту однією з найдовше діючих шахт у Верхньому Гарці. Основними продуктами видобутку були свинець, мідь і срібло, при цьому срібло було основним джерелом доходу.
Шахта Розенхоф є частиною маршруту всесвітньої спадщини ЮНЕСКО в горах Гарц.

## Історія
З середини 16 століття розвиток гірничої справи на ш. Розенгофер спочатку був ізольований. Спочатку були побудовані шахти Санкт-Анна, Драй-Брюдер, Турмхоф і Розенхоф. Завдяки багатим рудним ресурсам усі шахти виробляли видобуток дуже швидко, тому на коридорі Розенхефер були закладені додаткові стовбури.
Близько 1600 року шахти Турмхоф і Розенхоф об'єдналися, утворивши нову шахту Турм-Розенхоф. Також були шахти «Свята Анна», «Три брати», «Гіммліш Хеєр» і «Альтер Бенедикт». У наступному 17 столітті були побудовані шахти Трьох Королів, Святого Іоанна та Коричневої лілії. Шахта Альтер Блессінг викопала другий ствол (Lyinger Alter Blessing), а шахта Турм-Розенхоф отримала новий ствол (Unterer Thurm-Rosenhof; той, що використовувався раніше, називався Оберер Турм-Розенхоф).
Згодом все більше колишніх незалежних шахт об’єднувалися, створюючи більші об’єднання. На початку 19 століття на коридорі Розенгофера ще будували лише три котловани:
Шахта Турм-Розенхоф, яка тепер носила назву Ной-Турм-Розенхоф, включала шахти Брауне-Лілі, Цілла та Санкт-Йоганнес. До нині покинутої шахти Braune Lilie можна було потрапити через поперечний прохід на дні тунелю Deep Georg.
Шахта Drei Könige була розташована в цьому районі та була з'єднана з шахтою Old Blessing, якій вона належала.
Третя шахта, яка була побудована в коридорі Розенхофера, Зільберзеген, тим часом зайняла стовбур Хіммліш Хеер, який був дуже довгим і становив майже 45°. У той же час була побудована нова і більша шахта Silbersegen, яка мала служити новою виробничою шахтою для району Rosenhöfer. Це був перший шахтний ствол на коридорі Розенхофер.
У жовтні 1878 року в стовбурі Unterer Thurm-Rosenhof сталася серйозна аварія: одинадцять шахтарів загинули через пролом стовбура на глибині 345 м.
На завершальному етапі видобутку у Верхньому Гарці шахта, тепер відома як Розенгофська, зайняла шахти Зільберзеген і Альтер Бенедикт. У 1905 році була побудована підземна шахта Thekla, яка замінила шахту Unterer Thurm-Rosenhof як нова виробнича шахта. 
У 1930 році діяльність на шахті та всіх інших шахтах навколо Клаусталь-Целлерфельда була припинена через світову економічну кризу та пов’язані з нею низькі ціни на метал.
Сьогодні ви все ще можете побачити наземні споруди шахти Ottiliae, а також вражаючі колісні кімнати шахти Thurm Rosenhof. Обидві системи можна відвідати через гірничий музей Верхнього Гарца в Клаусталь-Целлерфельді.

## Інтернет-ресурси
- Oberharzer Bergwerksmuseum
- Grube Rosenhof
- Die Welterbe-Route im Harz → Station 7: Die Rosenhöfer Kehrradstuben in Clausthal-Zellerfeld